# Pečovská Nová Ves
Pečovská Nová Ves (in ungherese Pécsújfalu, in tedesco Frauendorf) è un comune della Slovacchia facente parte del distretto di Sabinov, nella regione di Prešov.